# Allium valentinae
Allium valentinae là một loài thực vật có hoa trong họ Amaryllidaceae. Loài này được Pavlov mô tả khoa học đầu tiên năm 1953.